# Бальхо
Бальхо — небольшой город на западе Джибути, в регионе Таджура. Административный центр одноимённого района.
Город расположен вдоль шоссе № 11, на расстоянии приблизительно 5 километров от границы с Эфиопией, на высоте 238 метров над уровнем моря.

## История
В 1991 году три оппозиционных группировки этноса афар объединились в Бальхо в Фронт за восстановления единства и демократии (фр. Front pour la Restoration de l'Unité et de la Démocratie, FRUD), который противостоял центральному правительству Джибути в ходе гражданской войны 1991—1994 годов.
В 1993 году Бальхо был занят правительственными войсками.

## Достопримечательности
В окрестных горах были обнаружены рисунки наскальной живописи, которые позже были использованы в дизайне почтовых марок.